# Aleksandre Dochturiszwili
Aleksandre Dochturiszwili (gruz. ალექსანდრე დოხტურიშვილი; ur. 22 maja 1980 w Tbilisi) – gruziński i uzbecki zapaśnik w stylu klasycznym. Rozpoczynał karierę w reprezentacji Gruzji, a od 2003 roku startował dla Uzbekistanu. Złoty medalista igrzysk w Atenach 2004 w kategorii 74 kg.
Mistrz Europy z 2001. Trzykrotny uczestnik mistrzostw świata, siódmy w 2005. Dwa razy walczył w mistrzostwach Azji, zdobył złoty medal w 2004. Pierwszy w Pucharze Azji w 2003. Piąty na igrzyskach azjatyckich w 2006. Mistrz i brązowy medalista mistrzostw Europy juniorów.